# 최병권
최병권(1913년 12월 6일~1990년 11월 22일)은 대한민국의 정치인이다. 제3·4대 국회의원을 지냈다.

## 역대 선거 결과
|  | 30.05% |

|  | 32.08% |

|  | 0% |

|  | 2.20% |